# Stjepan Lice
Stjepan Lice (Zagreb, 1954.), hrvatski je pravnik, pjesnik i esejist, jedan od istaknutijih suvremenih kršćanskih pisaca i intelektualaca. Najpoznatiji je kao autor meditativne proze.
Diplomirao je na na Pravnom fakultetu Sveučilišta u Zagrebu, na kojemu je i bio zaposlen kao tajnik. Suradnik je Hrvatskog katoličkog radija, Radija Marije i Hrvatske katoličke mreže, a piše za Brata Franju, Kanu, Glas Koncila i Glasnik Srca Isusova i Marijina. Objavljivao je i u Crkvi u svijetu, Jeziku, Kroatologiji, Kolu, Službi Božjoj i Podravskom zborniku. Član je Programskog vijeća Hrvatske radiotelevizije. Jedan je od izbornika Festivala kršćanskog kazališta, Dana Side Košutić u Radoboju i Natječaja duhovnog stvaralaštva »Stjepan Kranjčić« u Križevcima.
Oženjen je i otac troje djece.